# クスコ盆地
クスコ盆地（クスコぼんち）は、ペルー南部、クスコ市を擁する盆地をさす。
クスコとは、ケチュア語でヘソを意味する。古くから地域文化の中心でもあった。現代の先住民は、ケチュア系である。
この地から、アンデス山脈一帯に覇を唱えたインカ帝国が誕生する。クスコの町並みはピューマをかたどったものとの説があるが、実際に証明はされていない。

## 世界遺産
1983年12月9日に世界遺産(文化遺産）として登録される。

## 遺跡
クスコには遺跡が数多く残っている。代表的なものに、コリカンチャ(太陽の神殿)やサクサイワマン城砦がある。